# Akyaka
Akyaka là một huyện thuộc tỉnh Kars, Thổ Nhĩ Kỳ. Huyện có diện tích 407 km² và dân số thời điểm năm 2007 là 12712 người, mật độ 31 người/km².